# 氧宝龙
氧宝龙（化学名：4-羟基-19-去甲睾酮，4-Hydroxy-19-nortestosterone），分子式C18H26O3，是一种19-去甲睾酮（诺龙）衍生物和同化類固醇（AAS）药物，从未上市销售。